# Ivo Bracher

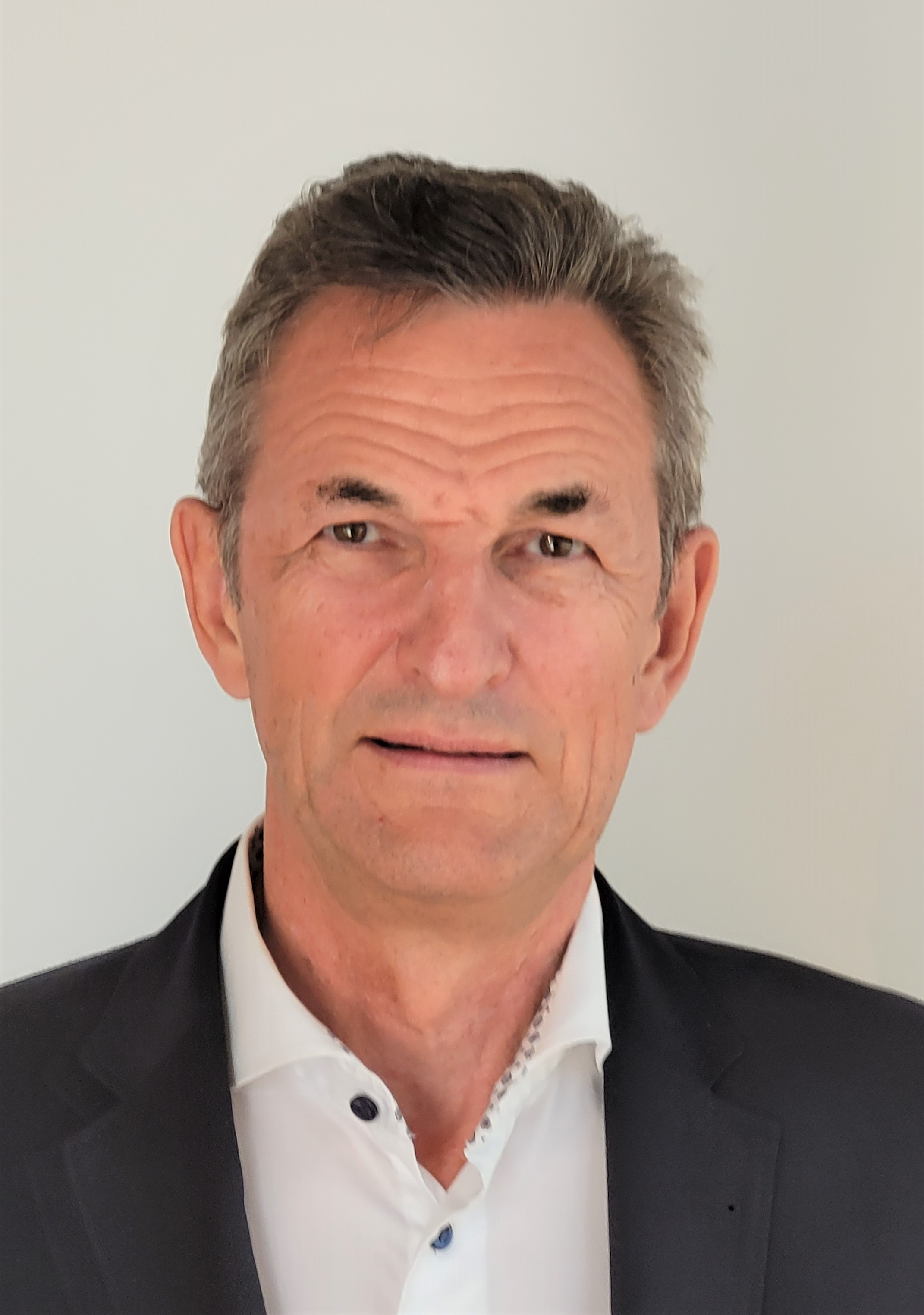
Portrait von Ivo Bracher (2022)

Ivo Bracher (* 21. Oktober 1957 in Solothurn; heimatberechtigt in Rüegsau) ist ein Schweizer Rechtsanwalt und Pionier der Konzeption und Verwirklichung generationengerechter Wohnimmobilien in der Schweiz. Er entwickelte dazu einen integralen Ansatz mit neuen Methoden und fortschrittlicher Technik, organisierte die Finanzierung sowie den Bau durch entsprechend instruierte Architekten und bot begleitende Dienstleistungen für die Bewohner an. Dieses Konzept wird von den inzwischen durch ihn gegründeten Organisationen in seinem Sinn weitergeführt.

## Leben und Werk
Ivo Bracher besuchte das Gymnasium in Solothurn und schloss 1977 mit der Matura ab. Ab 1977 war er in der Anwaltskanzlei Bracher und Partner tätig, welche sein Vater gegründet hatte. Dort sorgte er für Sanierungen im Immobilienbereich und war bei Baugenossenschaften beteiligt. Von 1979 bis 1983 absolvierte er ein Studium der Rechts- und Wirtschaftswissenschaften an der Universität Bern. Eine der ersten Tätigkeiten war der Aufbau und die Geschäftsführung der Swisslex (Schweizerische Juristische Datenbank AG), welche 1986 gegründet wurde. Dadurch erweiterte er seine Kenntnisse in der Informatik. Seit 1988 ist er vor allem im Alters- und Immobilienbereich aktiv. In Biberist war er am Bau der Alterssiedlung Läbesgarte beteiligt. Bracher hat als Präsident der Betriebskommission den Betrieb mit dem Ziel Kundenqualität, ausgeglichene Rechnung und Erarbeitung der Mittel für die Erneuerung organisiert. Nach Betriebsbeginn wurde er Präsident des Vorstandes. Bracher organisierte die Ausbildung von Pflegekräften nicht nur für dieses Heim, sondern später auch in der ganzen Deutschschweiz. Dafür gründete er die Gesellschaft für die Beratung von Alters- und Pflegeheimen (GBA). Auch entstand unter seiner Leitung eine enge Zusammenarbeit mit der Spitex-Organisation des Dorfes, deren Dienstleistungen ab 2005 von der Genossenschaft Läbesgarte kostengünstiger weitergeführt wurden. Seit 1989 ist er ehrenamtlicher Präsident dieser Genossenschaft.
Zudem war Bracher Initiant und 2000 Mitgründer der Espace Real Estate AG, einer Immobilienentwicklungsgesellschaft, welche er bis 2010 als Verwaltungsratspräsident leitete. Weil diese Gesellschaft nicht nach den Vorstellungen von Bracher in altersgerechte Immobilien investieren wollte, zog er sich 2010 zurück.
Geprägt durch Erlebnisse in der eigenen Familie und den in der Alterssiedlung Läbesgarte gewonnenen Einsichten, entwickelte er ein Konzept für altersgerechtes Wohnen, welches später als bonacasa-Standard für generationengerechte Wohnimmobilien weiterentwickelt und umgesetzt wurde. Dazu wurden und werden die Bedürfnisse der Silver Society erfasst und berücksichtigt. Auf Grund solcher Bedarfsabklärungen hat Bracher mit seinem Team und Partnerfirmen Mehrwerte im Vergleich zu bisher üblichen altersgerechten Wohnungen eingeführt, welche oft auch jüngere Mieter schätzen. Dazu gehört ein eingebauter elektronischer Schlüsseltresor, welcher gewährleistet, dass Rettungskräfte bei medizinischen Notfällen in Wohnungen gelangen können. Auch sind in den Liegenschaften Paketannahmeanlagen vorhanden, welche Warenlieferungen aufbewahren, falls der Empfänger nicht zu Hause erreichbar ist. Viele weitere Komfort- und Sicherheitsfunktionen, wie beispielsweise ein vernetztes Notrufgerät, ein integrierter Rauchmelder, eine Videogegensprechanlage oder eine Anwesenheitssimulation stehen zur Verfügung. Wohnungen können seit 2017 auf Wunsch auch per Smartphone gesteuert werden. Mit der bonacasa-App und einer eigenen Service-Management-Plattform können Wohnservices wie Wohnungsreinigung, Wäscheservice und ein Ferienabwesenheitsservice bequem online bestellt werden. Zudem verfügt jede Liegenschaft über eine Concierge, welche auch mündlich Fragen, Anliegen und Bestellungen von Dienstleistungen der Bewohner entgegennimmt. Bonacasa AG wurde 2019 als innovatives Immobilienunternehmen der Schweiz ausgezeichnet.
Weil Schweizer Wohngemeinden beim Bau von Alterssiedlungen oft Finanzierungsschwierigkeiten hatten, gründete Bracher die bonainvest AG, um ab 2009 Wohnsiedlungen nach dem bonacasa-Standard zu realisieren. Die Mittel dafür stellten vor allem Schweizer Pensionskassen wie diejenigen von Migros und Coop als Aktionäre zur Verfügung. Seither wurden unter dem Dach der bonainvest Holding AG die bonainvest AG, die bonacasa AG und die Bracher und Partner AG zusammengeführt. Bracher gab Mitte 2020 die Geschäftsführung ab und bleibt Präsident des Verwaltungsrats der Holding.
Bis 2024 wurden durch die bonainvest an 44 Standorten insgesamt über 1500 generationentaugliche Wohnungen gebaut. Weitere 450 Wohnungen waren 2024 in Bau. Die Bilanzsumme der bonainvest Holding AG betrug Ende 2024 621 Millionen Schweizer Franken.
Die frühere Tochterfirma bonacasa AG wurde 2022 verselbständigt. Diese Firma erbringt nicht nur Dienstleistungen für Gebäude, welche der bonainvest AG gehören, sondern auch für fremde Immobilieneigentümer, welche den bonacasa-Standard wünschen. So waren Ende 2021 über 10'000 Wohnungen von Drittinvestoren unter Vertrag.

## Weitere Tätigkeiten
- Bracher war von 2000 bis 2017 ehrenamtlicher Leiter des Vereins sovision espace Solothurn. Diese Organisation will Standortvorteile für die Region Solothurn entwickeln und ausnützen.[12] Unter der Leitung von Bracher wurden mehrere Initiativen zu diesem Zweck ergriffen:
  - Zusammen mit dem Kanton und der Stadt Solothurn wurde das Projekt Seminarmeile entwickelt.[13] Daraus entstanden das neuerbaute Hotel H4 am Ufer der Aare und die zentrale Seminarvermarktung geeigneter Räume in Solothurn.
  - Das grösste Vorhaben war das Projekt Wasserstadt Solothurn. Zusammen mit den Architekten Herzog & de Meuron war seit 2013 entlang des umgeleiteten Aarelaufs eine neue Siedlung für 900 Personen auf dem Gelände der ehemaligen Mülldeponie der Stadt Solothurn geplant.[14][15] Das Gesamtprojekt wurde aus finanziellen und politischen Gründen aufgegeben. Jedoch wurde inzwischen die Totalsanierung der früheren Mülldeponie beschlossen.
  - Um eine moderne Aare-Fähre zwischen Altreu und Leuzigen zu verwirklichen, organisierte und leitete Bracher die Trägerschaft, konzipierte die Finanzierung und den Betrieb, welcher ab 1997 erfolgte. Dank dem gegründeten Trägerverein konnte die Fähre bereits 2019 erneuert werden.[16]

- Als Wirtschaftsanwalt hat Bracher erfolgreich angeklagte Klienten vor dem Schweizer Bundesgericht vertreten.[17]

## Veröffentlichungen
- A vision for the future of the smart living home of 2024. Presenting the smart home solution for the elderly Ivo Bracher, CEO of Bonainvest, let the audience in on the smart living spaces already available today, and what he expects as the next step in ambient assisted living. ABB Smarter Home media event. In: abb.com. 23. September 2019.
- Die Anforderungen der Millennials und Silver Society an die Immobilien. Vorsorgeforum Interlaken. In: institutional-money.com. 29. September 2020.